# SN 2007cv
SN 2007cv – supernowa odkryta 29 czerwca 2007 roku w galaktyce IC2597. W momencie odkrycia miała maksymalną jasność 15,30m.